# Rowena Bali
Rowena Bali (Cuautla, Morelos) es una escritora, editora, guionista y locutora mexicana. Entre los géneros que practica están la narrativa y la poesía. Ha sido incluida dentro de la corriente literaria Generación inexistente.

## Biografía
Creció en el Pueblo Cooperativo, una comunidad de inspiración soviética al interior de la Universidad Autónoma Chapingo. Estudió arte dramático en el Instituto Nacional de Bellas Artes, también realizó estudios de danza y estudió Lengua y literatura hispánicas en la Facultad de Filosofía y Letras de la Universidad Nacional Autónoma de México y en la Universidad de Guanajuato.
Impartió cursos de arte dramático en el Estado de México y escribió la puesta en escena de una adaptación de Ubú Rey a la dictadura de Fulgencio Batista. Edita la revista Cultura Urbana en la Universidad Autónoma de la Ciudad de México. Fue editora de la Gaceta Parlamentaria en la Cámara de Diputados de México. Ha colaborado en las revistas Revista de la Universidad de México, Destiempos, Literal y Postdata así como en el suplemento Laberinto del periódico Milenio, entre otras. 
Conductora del programa Cultura Urbana, en la estación de radio Código CDMX, de la Secretaría de Cultura CDMX y en los programas Zigma, ideas para mañana y Arcadia, de Ibero 90.9, de la Universidad Ibero Americana. 
Dentro de su estilo literario, cuenta influencias de autores como Marie Darrieussecq, Dylan Thomas y Boris Vian.

## Obra

### Novela
- Cigoto. Ediciones Caletita. 2016.
- El ejército de Sodoma', Axial-Colofón, 2009.
- El agente morboso, UACM-Colofón, 2008 y reedit. Nitropress-Puebla, 2020.
- Amazon Party, UACM, 2006.
- El hijo del monitor, Nitropress, 2023.

### Cuento
- Indiscriminable. Ed. Posdata, colección La hormiga iracunda, 2017. Reedit. UANL, 2018.
- La herida en el cielo. Axial-Colofón, 2013.
- Rowena Bali, selección de Rowena Bali, México, Universidad Nacional Autónoma de México, colección "Material de lectura".[6]

### En colaboración
- Pasajeros en tránsito, novela a cuatro manos, CONACULTA-Cultura Guanajuato, 2013.

### En antologías
- Escenarios y provocaciones (mujeres cuentistas de Panamá y México) 1980-2014. Compiladoras: Mónica Lavín y Carolina Fonseca. México/Panamá, UNAM, 2014.
- Lados B, narrativa de alto riesgo. Compilador: Mauricio Bares. México, 2014.
- Más de lo que te imaginas (antología de cuento perverso) Compiladora Paola Tinoco. México, Cal y Arena, 2012.
- La dulce hiel de la seducción, México, Cal y Arena, 2007, con el relato "Tan bello y tan malo". Compiladora: Ana Clavel.
- Anuario de poesía mexicana. Compilador: David Huerta. Fondo de Cultura Económica. México, 2005.